# Rejon wysokogorski
Rejon wysokogorski (ros. Высокого́рский райо́н, tatar. Биектау районы) – rejon w należącej do Rosji autonomicznej republice Tatarstanu.
Rejon leży w północno-zachodniej części kraju, jego ośrodkiem administracyjnym jest osiedle Wysokaja Gora. Według danych na rok 2020 rejon zamieszkiwało 51 567 osób, a gęstość zaludnienia wyniosła 30,31 os./km2. Ponad 64% populacji stanowią Tatarzy, 34% Rosjanie oraz 2% pozostałe narodowości.

## Geografia
Rejon wysokogorski graniczy od zachodu z rejonem zielenodolskim, od wschodu z rejonami arskim i atnińskim, od południa z rejonem piestrieczyńskim i miastem Kazań, a od północy z republiką Mari El. Największymi rzekami rejonu są Ilet oraz Kazanka.
Powierzchnia rejonu wynosi 1701 km2.